# Tom McCarthy (sonoplasta)
Tom McCarthy é um sonoplasta estadunidense. Venceu o Oscar de melhor edição de som na edição de 1993 por Bram Stoker's Dracula, ao lado de David E. Stone.